# Benjamin Idriz

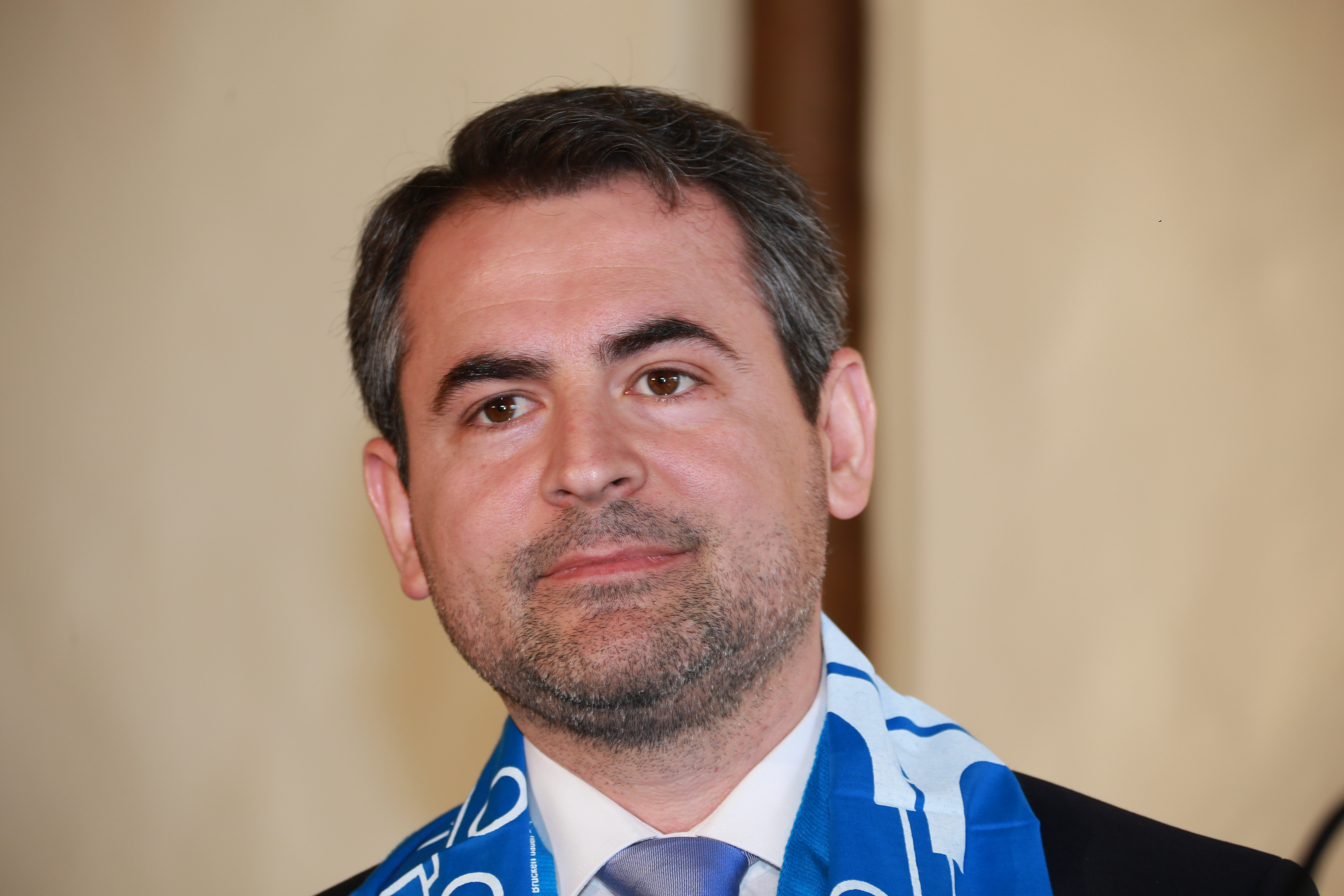
Imam Benjamin Idriz (2014)

Benjamin Idriz (* 1972 in Skopje, damals Jugoslawien, als Bajrambejamin Idriz) ist ein in Deutschland lebender Imam und Autor. Bundesweit bekannt wurde er als Vorsitzender des „Münchner Forums für Islam“, mit dem er eine große Begegnungsstätte einschließlich Moschee und Museum plant.

## Leben
Idriz entstammt nach eigener Angabe einer „viele Generationen zurückreichenden Familie von Imamen und Theologen“ und wurde schon im Alter von 11 Jahren Hafiz. 1987–1994 besuchte er ein islamisch-theologisches Gymnasium in Damaskus. Seine Abschlussarbeit hatte die Emanzipation der Frau im Islam zum Thema. 1994–1998 absolvierte er ein Bachelor-Fernstudium an der Europäischen Fakultät für Islamische Studien in Château-Chinon. 2014 erwarb er den Magister in islamischer Theologie an der Al-Ouzai-Universität in Beirut. 2016 promovierte er an der Humanistischen Fakultät der Internationalen Universität Novi Pazar (Sandschak, Serbien) in islamischer Theologie mit der Dissertation Die horizontalen Aspekte im Islam. Diese Fakultät stellt laut Datenbank anabin der Zentralstelle für ausländisches Bildungswesen eine „Bildungseinrichtung der Kirchen und Glaubensgemeinschaften ohne staatliche Anerkennung“ dar, der Titel darf deshalb in Deutschland nicht geführt werden..
Seit 1995 ist Idriz Imam der Islamischen Gemeinde Penzberg e. V. (IGP), die sich aus Mitgliedern mit bosnischem, türkischem, albanischem, deutschem und anderem ethnischen Hintergrund zusammensetzt. Seit 2009 ist Idriz auch Vorsitzender des „Münchner Forums für Islam e. V.“ (MFI) (ursprüngliche Bezeichnung bis 2013 „Zentrum für Islam in Europa – München“ (ZIE-M)), seit 2010 Mitglied im Kuratorium der Gesellschaft Freunde Abrahams, seit 2013 Vorsitzender des Islamforums Bayern zusammen mit Rainer Oechslen (Evangelisch-Lutherische Kirche in Bayern), seit 2016 Mitglied im Sprecherrat des „Rates der Religionen“, München.
Er spricht nach eigenen Angaben Deutsch, Türkisch, Albanisch, Arabisch, Bosnisch und Mazedonisch.

## Wirken

### Islamisches Forum Penzberg
In der oberbayerischen Stadt Penzberg wurde 2005 mit dem Bau des Islamischen Forums Penzberg eine für ihre moderne Architektur ausgezeichnete Moschee eröffnet. Der Imam und seine Gemeinde werden vor Ort und bayernweit als Beispiel für gelungene Integration wahrgenommen und genießen breite Unterstützung in der Bevölkerung, den Kirchengemeinden und der Politik. Das 20-jährige Jubiläum der Gründung der „Islamischen Gemeinde Penzberg“ und gleichzeitig 10-jährige Jubiläum des „Islamischen Forums Penzberg“ wurde im Oktober 2015 mit einem Fest begangen. Als Festrednerin würdigte die ehemalige Justizministerin Sabine Leutheusser-Schnarrenberger den Einsatz des Imams und seiner Gemeinde für Integration, Demokratie und Rechtsstaatlichkeit. Am 2. Dezember 2019 besuchte Bundespräsident Frank-Walter Steinmeier das Islamische Forum Penzberg, begleitet vom bayerischen Innenminister Joachim Herrmann.

### Münchner Forum für Islam
2007 initiierte Imam Idriz mit Mitarbeitern aus Penzberg und München das Projekt Zentrum für Islam in Europa – München (ZIE-M), das 2009 als gemeinnütziger Verein unter seinem Vorsitz eingetragen und 2013 in Münchner Forum für Islam (MFI) umbenannt wurde. Das Projekt bekennt sich laut Vereinssatzung zur „Förderung der Identität hier lebender Musliminnen und Muslime in einem Sinne, der dem Islam als friedlicher und an den Werten des Rechtsstaates orientierten Religion verpflichtet ist“ und zur „konstruktiven Zusammenarbeit mit allen interessierten Einrichtungen der Stadt und des Staates, der Gesellschaft, der Religionsgemeinschaften und vergleichbarer Einrichtungen“. Zur Mitwirkung im Verein wird das Bekenntnis zum Grundgesetz und zur bayerischen Verfassung vorausgesetzt. Seit 2010 gehört das MFI dem Münchner Bündnis für Toleranz, Demokratie und Rechtsstaat an.
Das MFI plant einen Baukomplex, der ein Gemeindezentrum, eine Akademie, eine Moschee und ein Museum für Islam in Europa umfassen soll. Im Januar 2015 wurden Pläne des Architekturbüros Alen Jasarevic öffentlich vorgestellt. Die Stadt München hat dafür ein Grundstück im sogenannten Kreativquartier an der Dachauer Straße reserviert, erwartet im Gegenzug Finanzierungsnachweise, die noch nicht erbracht wurden. Sollten die mehrmals verlängerten Fristen (30. Juni 2016 für den Nachweis der Grundstückskosten, 31. Dezember 2016 für den Nachweis der Baukosten) erneut verstreichen, will Idriz Presseberichten zufolge das Projekt nicht weiter verfolgen.
Dem MFI steht seit 2015 ein Kuratorium aus rund 40 Mitgliedern zur Seite, darunter Heinrich Bedford-Strohm, Alois Glück, Mustafa Ceric, Aiman Mazyek, Steven Langnas, Karl-Heinz Hoffmann, die Vorsitzende der Weiße Rose Stiftung, Hildegard Kronawitter, und Winfried Nerdinger. Vorsitzender ist Münchens ehemaliger Oberbürgermeister Christian Ude.
Ende 2016 wurde berichtet, dass das Projekt gescheitert sei, weil der Geldgeber aus Saudi-Arabien seine Zusage zurückgezogen habe.

### Helferkreis Münchner Muslime
Auf Initiative von Idriz wurde im Herbst 2015 der Helferkreis Münchner Muslime (HMM) gegründet, der erklärt, Hilfsaktionen von Muslimen für in München ankommende Flüchtlinge unabhängig von deren ethnischer oder religiöser Zugehörigkeit zu koordinieren. Im Dezember 2015 veröffentlichte Imam Idriz eine an muslimische Migranten gerichtete Broschüre in deutscher, arabischer und englischer Sprache, die Grundregeln des Zusammenlebens in Deutschland in Bereichen wie „Grundgesetz“, „Gleichberechtigung“, „Umwelt“ u. a. jeweils mit islamischen Quellen aus Koran und Sunna begründet.

## Kontroversen

### TV-Beitrag „Report München“
Eine Reportage des TV-Magazins report München im Januar 2012 stellte dar, dass Idriz ein Magisterstudium in islamischer Theologie an der Al-Ouzai-Universität in Beirut auf seiner Homepage bis 2011 inkorrekt als „Mag. in Islamischer Theologie“ ausgewiesen hätte, wodurch die Möglichkeit eines Titelschwindels impliziert wurde. Idriz erklärte, dass er zu keiner Zeit den Titel „Mag.“ o. ä. als Namenszusatz geführt habe. Sein Magisterstudium an der Al-Ouzai-Universität schloss er 2014 im Fach „Zeitgemäßes islamisches Denken“ ab. In derselben TV-Sendung wurde als Rechercheergebnis dargestellt, dass das Institut Européen des Sciences Humaines (IEHS) in Château-Chinon, an dem er ein Fernstudium absolviert hatte, keine staatliche Zulassung habe. Dass der Laizismus in Frankreich eine staatliche Anerkennung religiöser Ausbildungseinrichtungen grundsätzlich nicht vorsieht, behandelte der Bericht nicht. Die Sendung veröffentlicht Hinweise, dass das Institut der Muslimbruderschaft nahesteht.

### Verfassungsschutzbeobachtung
Die „Islamische Gemeinde Penzberg e. V.“, für die Idriz seit 1995 als Imam tätig ist und deren Vorstand er angehört, stand von 2007 bis 2010 unter Beobachtung des bayerischen Verfassungsschutzes. Der bayerische Innenminister Joachim Herrmann erklärte im Juli 2010, die Penzberger Gemeinde stehe „aus guten Gründen im Bericht des bayerischen Verfassungsschutzes“, weil „führende Mitglieder“ Kontakte „zu mehr als problematischen Personen“ unterhielten, die wichtige Positionen bei der Islamischen Gemeinde Deutschland und Millî Görüş hätten. Laut Aussage von Idriz wurde die Penzberger Gemeinde 1993 mit Unterstützung der – islamistischen – Vereinigung Millî Görüş gegründet, bei der er selbst bis März 2006 Mitglied gewesen ist. Man habe sich aber nach einigen Jahren von diesem Verein getrennt.
Gegen die damals gegen Imam Idriz und die IGP erhobenen Vorwürfe wurden Stimmen aus dem gesamten demokratischen Parteienspektrum von der Lokalpolitik bis zur Bundespolitik laut, die sich zugleich für seine Initiative ZIE-M bzw. MFI aussprachen. Die islamische Gemeinde erhielt 2011 die Gemeinnützigkeit wieder zuerkannt.

### Bauprojekt „Münchner Forum für Islam“
Die rechtspopulistische Splitterpartei „Die Freiheit“, die seit 2013 im Bayerischen Verfassungsschutzbericht als extremistisch islamfeindlich eingestuft wird, startete gegen das Projekt ZIE-M 2011 ein Bürgerbegehren und sammelte unter der Parole „Kein europäisches Islamzentrum am Stachus!“ bis 2014 in München nach eigenen Angaben 64.000 Unterschriften. Der Münchner Stadtrat stellte am 1. Oktober 2014 die Unzulässigkeit des Bürgerbegehrens fest (bei 1 Gegenstimme der NPD-nahen „Bürgerinitiative Ausländerstopp“), da die Unterschriftensammlung auf wahrheitswidrigen Behauptungen basiere. Zusätzlich wurden Formfehler moniert. In derselben Sitzung nahm der Stadtrat mit demselben Abstimmungsergebnis eine Resolution „Solidarität mit Muslimen in unserer Stadt!“ an. CSU-Stadtrat Marian Offman, zugleich Vorstandsmitglied der Israelitischen Kultusgemeinde München, bezeichnete diese Resolution als „Meilenstein für das Miteinander der Religionen und gegen rassistische Hetze“. Die Klage von „Die Freiheit“ gegen die Unzulässigkeit des Bürgerbegehrens wurde am 12. November 2015 vom Verwaltungsgericht München abgewiesen. Die Erwähnung der Partei im Verfassungsschutzbericht unter der neu geschaffenen Kategorie „verfassungsschutzrelevante Islamfeindlichkeit“ wurde am 22. Oktober 2015 vom Verwaltungsgerichtshof bestätigt.

## Schriften
- Islam mit europäischem Gesicht: Impulse und Perspektiven. hrsg. v. Benjamin Idriz, Stephan Leimgruber, Stefan Jakob Wimmer. Butzon & Bercker Verlag Kevelaer 2010, ISBN 978-3-7666-1397-4, E-Book ISBN 978-3-7666-4133-5.
- Grüß Gott, Herr Imam!: Eine Religion ist angekommen. Diederichs Verlag München 2010, ISBN 978-3-424-35042-5.
- „Nicht im Namen Allahs und nicht in unserem Namen!“: Deklaration der Imame in München, Islam im Hier und Heute 2, Münchner Forum für Islam 2015.
- „Willkommen in Deutschland!“: Wegweisung für muslimische Migranten zu einem gelingenden Miteinander in Deutschland, Islam im Hier und Heute 3, Münchner Forum für Islam 2015 (dts., engl., arab.).
- Welche religiösen Werte können das Christentum und der Islam gemeinsam vermitteln? Kanzelrede, Islam im Hier und Heute 5, Münchner Forum für Islam 2015.
- Zeig mir doch, was Mohammed Neues gebracht hat, und da wirst du finden... – Ein Prophet spricht zur ganzen Welt, Edition Avicenna München 2018, ISBN 978-3-941913-23-3.
- Der Koran und die Frauen. Ein Imam erklärt vergessene Seiten des Islam, Gütersloher Verlagshaus 2019, ISBN 978-3-579-01463-0.
- Wie verstehen Sie den Koran, Herr Imam? Grundgedanken für einen Islam heute und hier, Gütersloher Verlagshaus 2021, ISBN 978-3-579-07449-8.